# 886 Вашингтонія
886 Вашингтонія (886 Washingtonia) — астероїд головного поясу, відкритий 16 листопада 1917 року.
Тіссеранів параметр щодо Юпітера — 3,080.